# Pyxicephalus adspersus
A rã-touro-africana (Pyxicephalus adspersus), também chamada de rã-touro-gigante, é um anfíbio anuro pertencente à família Pyxicephalidae. É encontrada nos seguintes países: África do Sul, Angola, Botsuana, Quênia, Malawi, Moçambique, Namíbia, Essuatíni, Tanzânia, Zâmbia, Zimbábue e possivelmente na República Democrática do Congo.
Seus habitats naturais são savanas secas, savanas-estépicas, lagos de água fresca, marismas, plantações, canais e valas. É um pixicefalídeo de grande porte, de modo que machos tem massa corporal média de 1,4 kg, mas alguns ultrapassam facilmente 2 kg. As fêmeas costumam ter a metade da massa dos machos, o que é incomum entre anfíbios. O comprimento dos machos é de cerca de 23 cm, enquanto fêmeas são bem menores. Costumam apresentar uma linha escura ao longo da coluna vertebral. Tímpanos menores que os olhos e separados deles a uma distância que equivale ao dobro do diâmetro dos olhos.

## Alimentação e hábitos
A rã-touro-africana é um carnívoro voraz, cuja dieta é composta por insetos, pequenos roedores, répteis, pequenas aves e outros anfíbios. Trata-se também de uma especie canibal, de modo que os machos são conhecidos por ocasionalmente comerem os girinos que deveriam ser protegidos por eles. Certa vez, um espécime mantido no Zoológico de Pretória, na África do Sul, devorou dezessete jovens najas-cuspideiras. Uma de suas estratégias é enterrar-se, a fim de evitar sua visualização pelas presas.
Ela coaxa em um volume relativamente alto e emite um balido quando estressada ou manuseada. É um dos três anuros que possui "dentes" afiados e que morde humanos quando provocada ou manuseada. As outras espécies são as dos gêneros Ceratophrys e Lepidobatrachus. Na natureza, tais estruturas ósseas odontoides não são utilizadas para mastigar, mas sim para segurar a presa durante o processo de deglutição, as quais costumam ser engolidas vivas.
Durante a estiagem, as rãs se mantém enterradas.

## Galeria

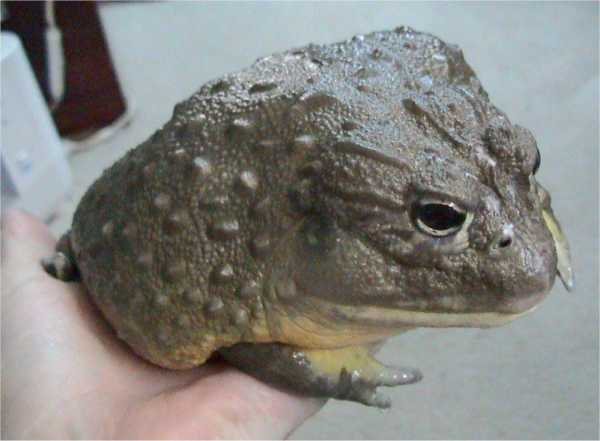
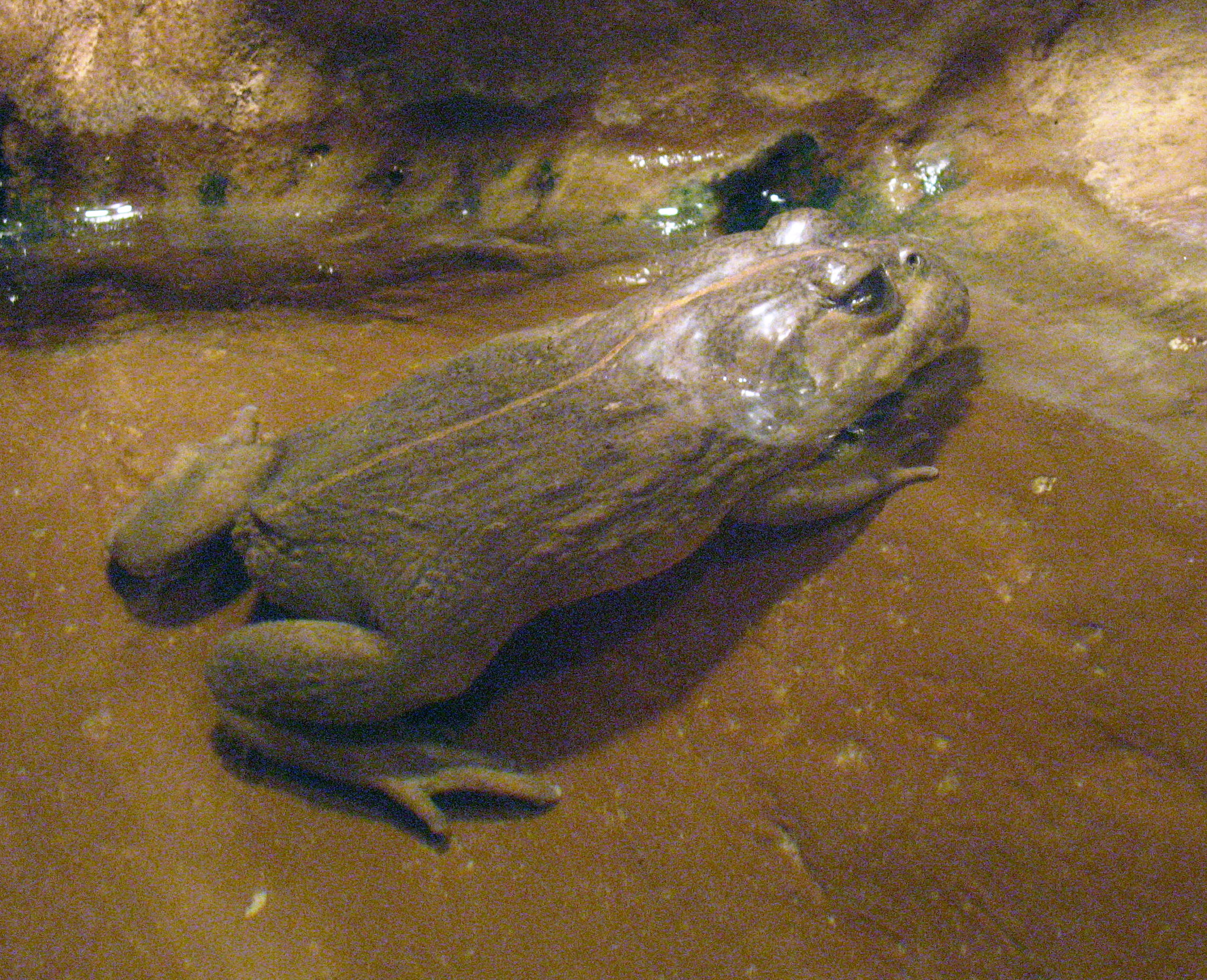
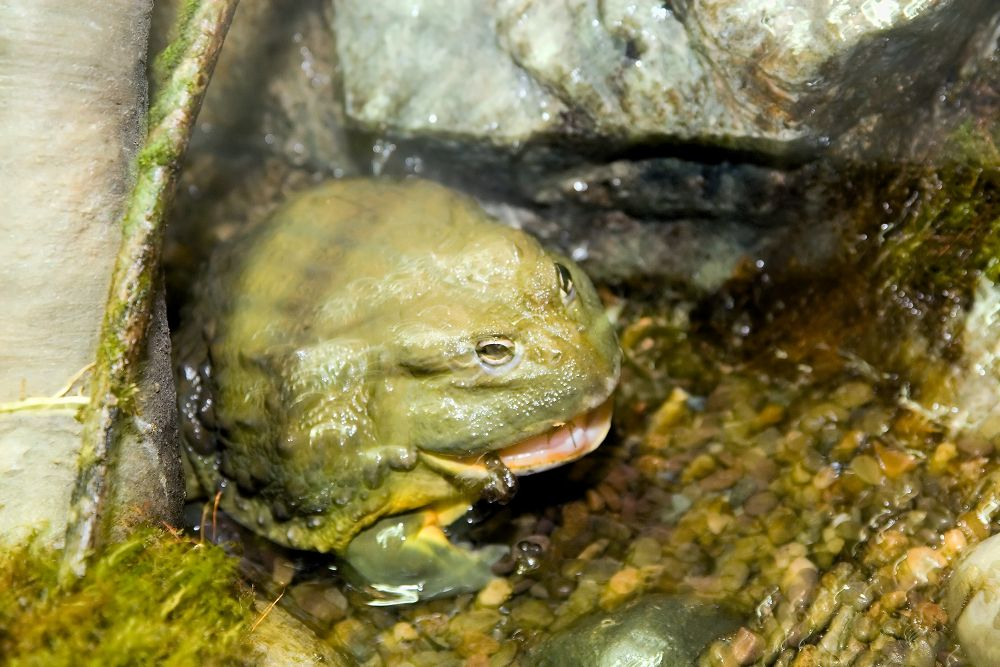
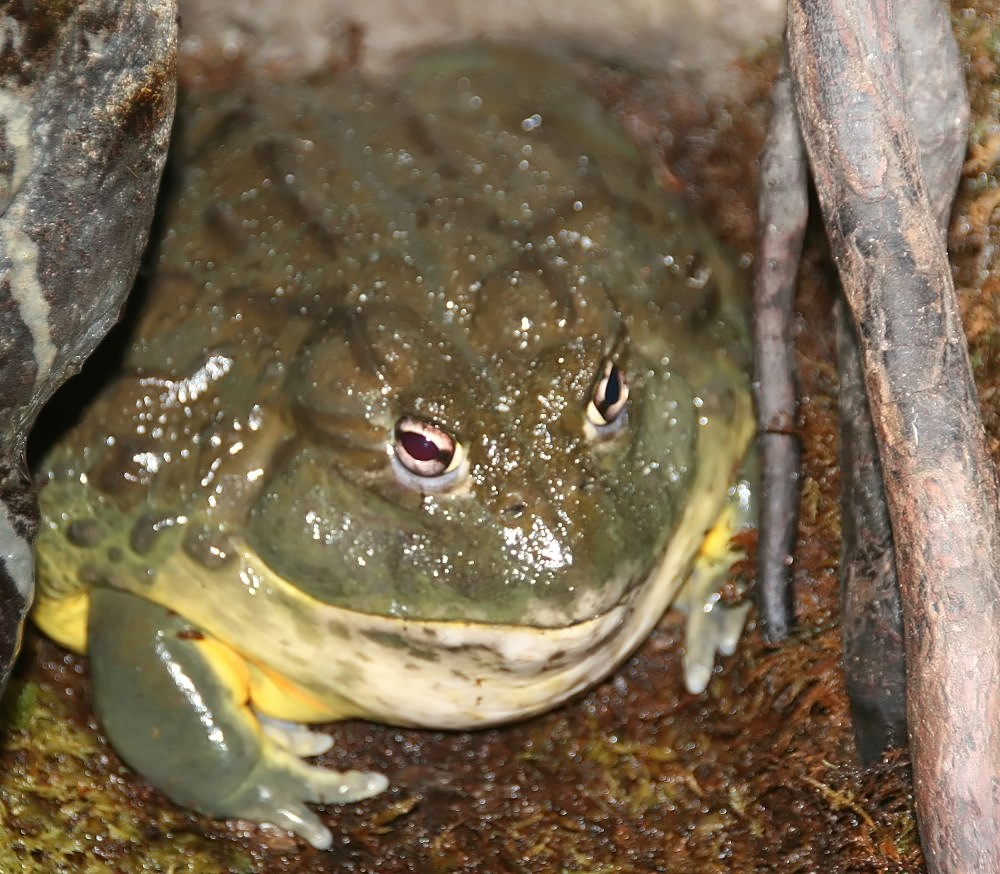
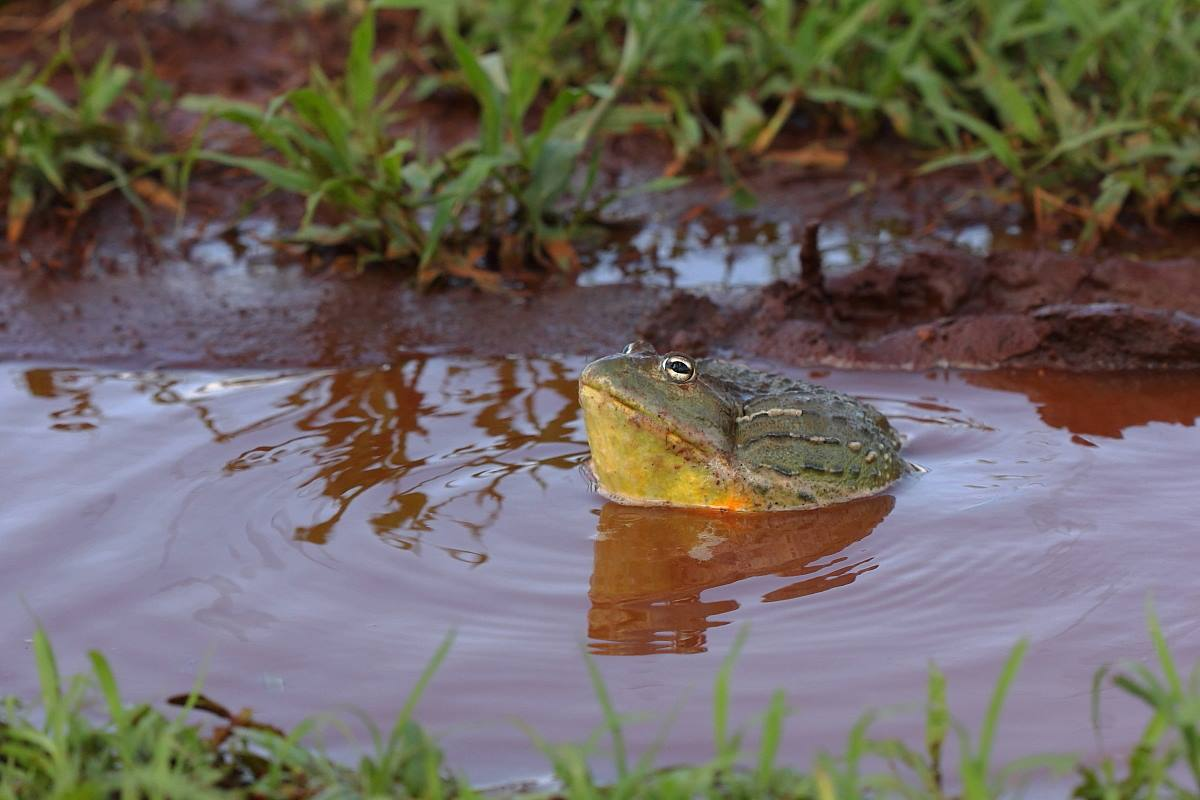
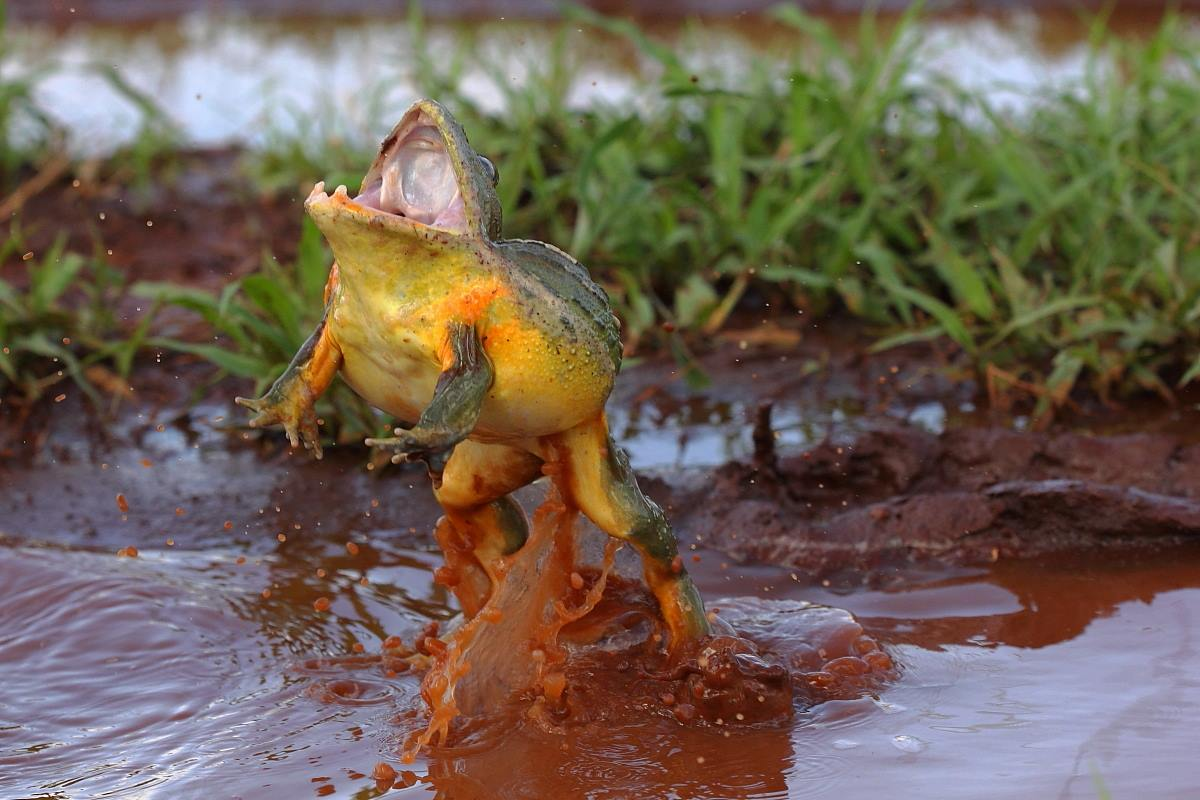
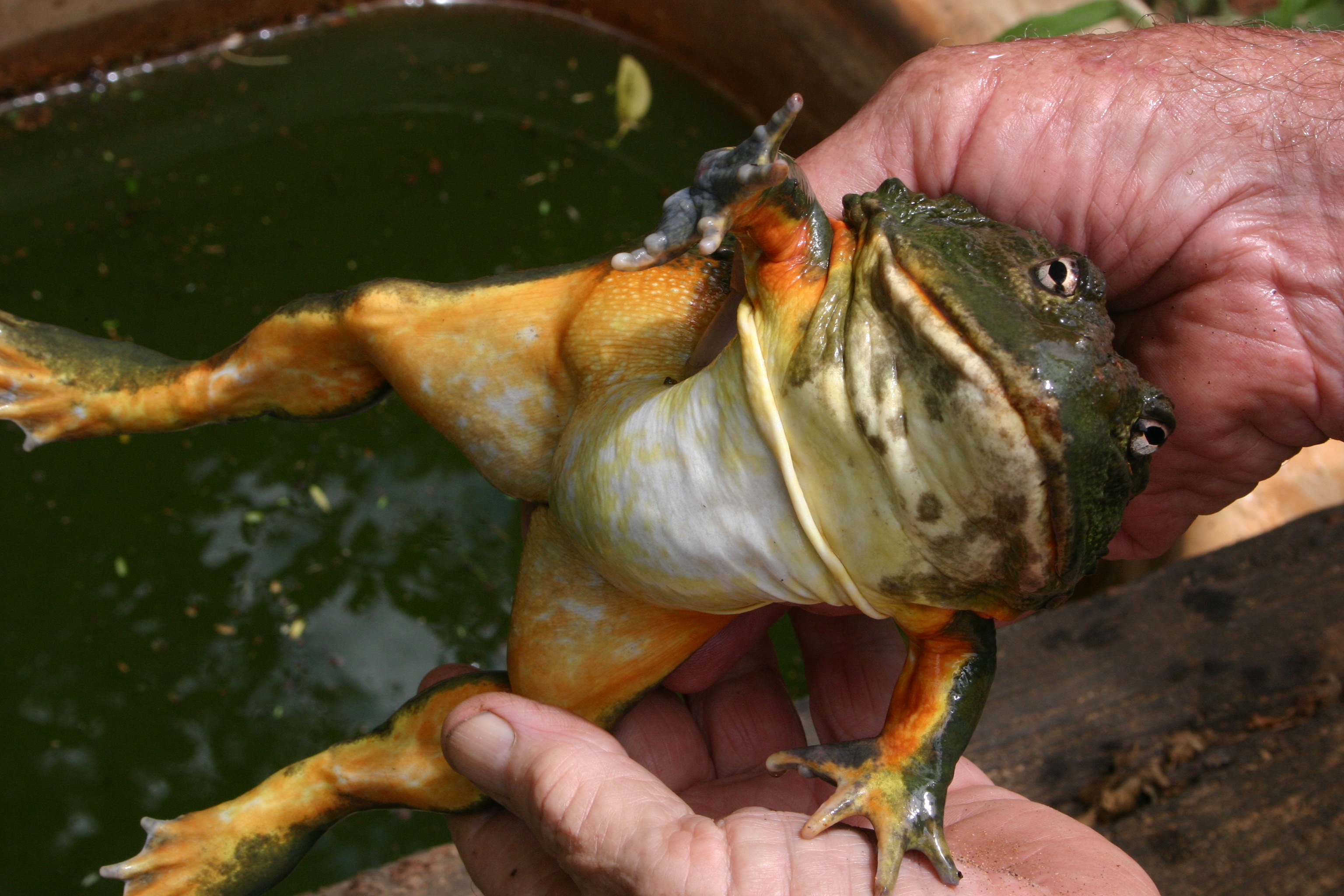
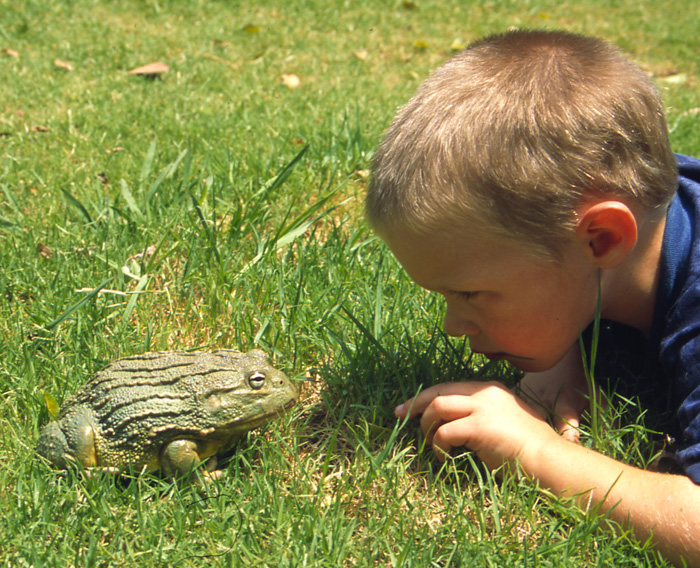
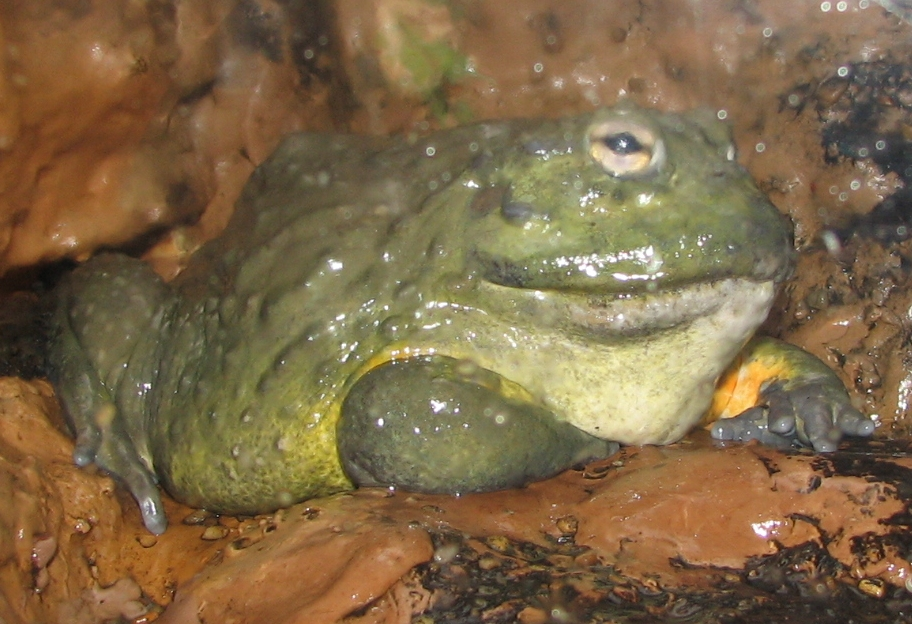
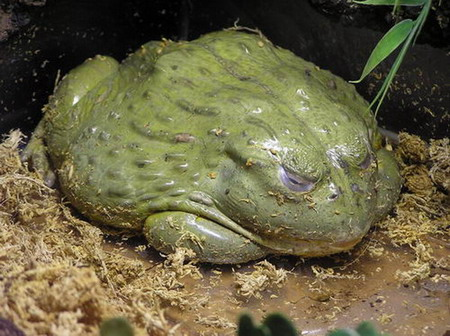
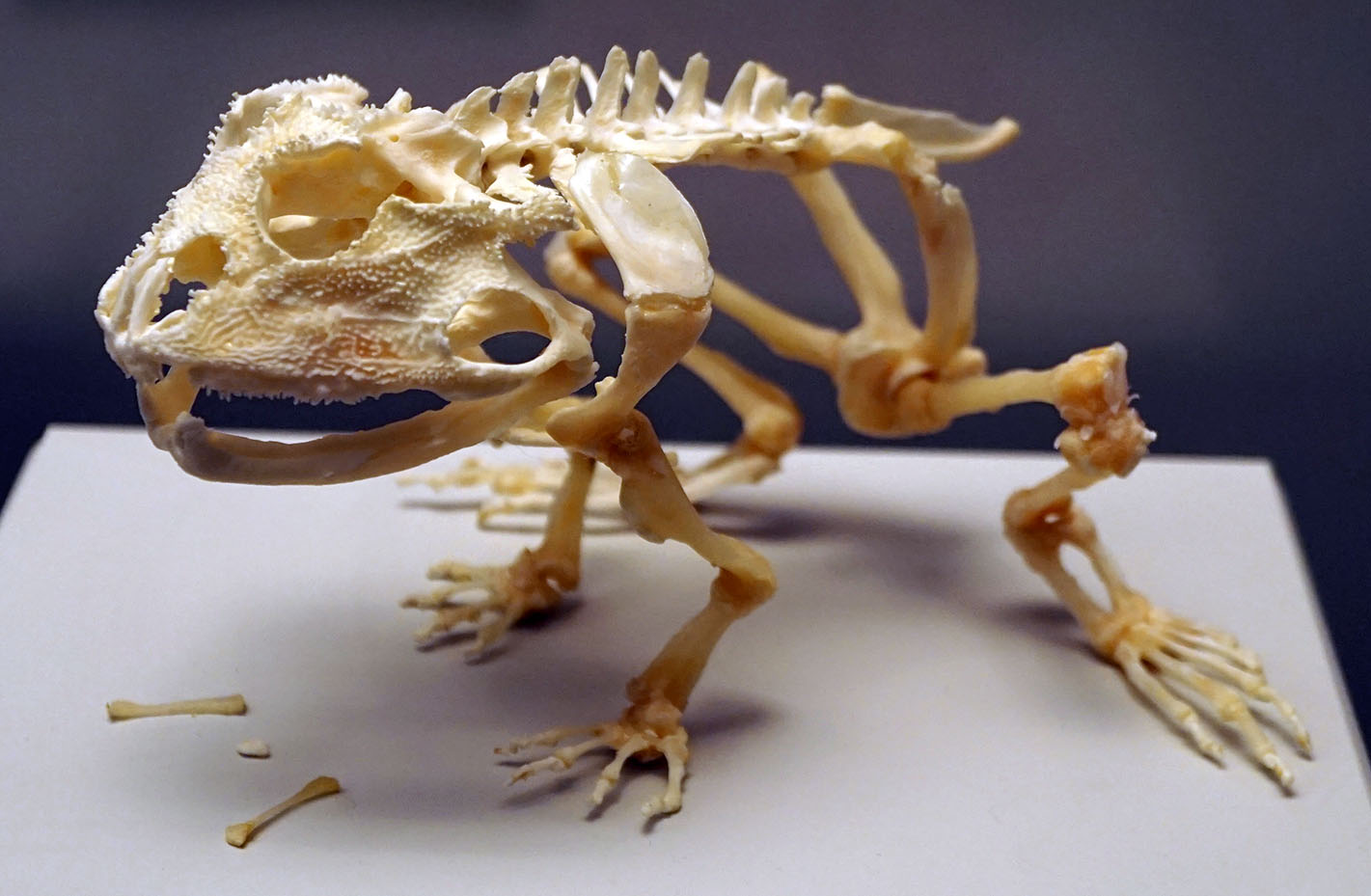
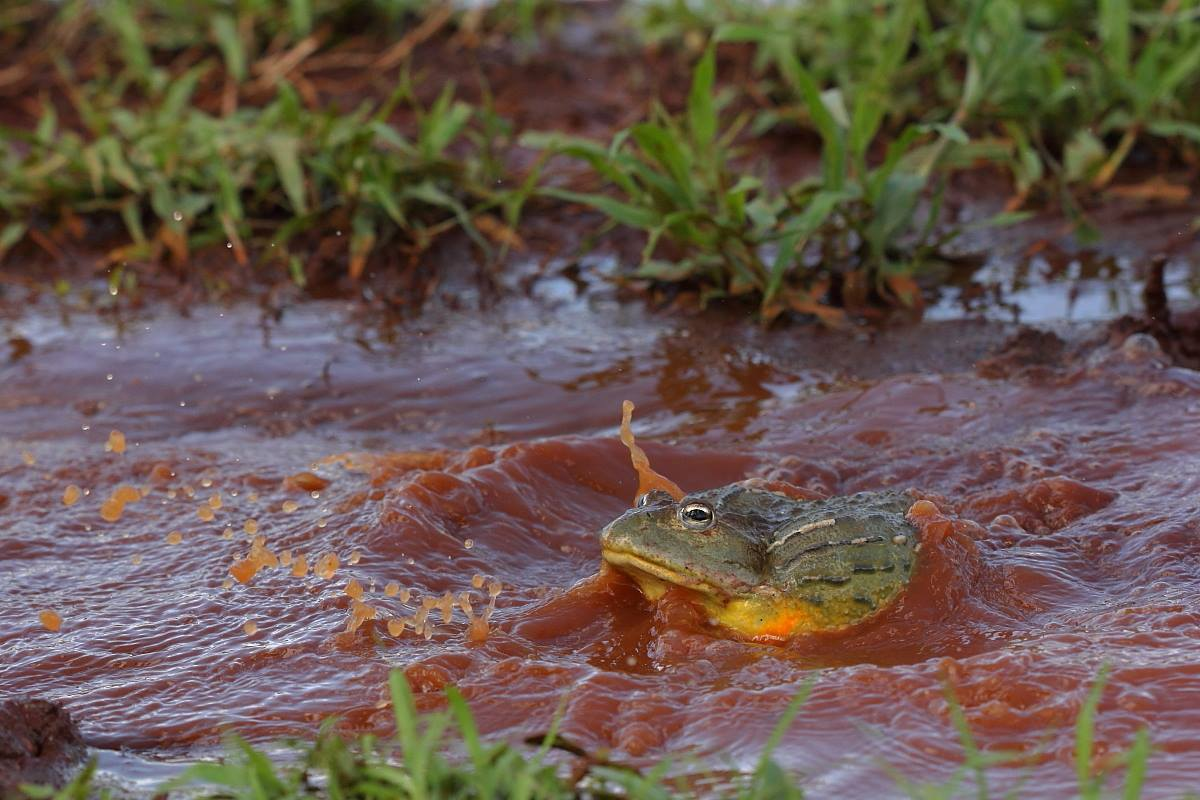
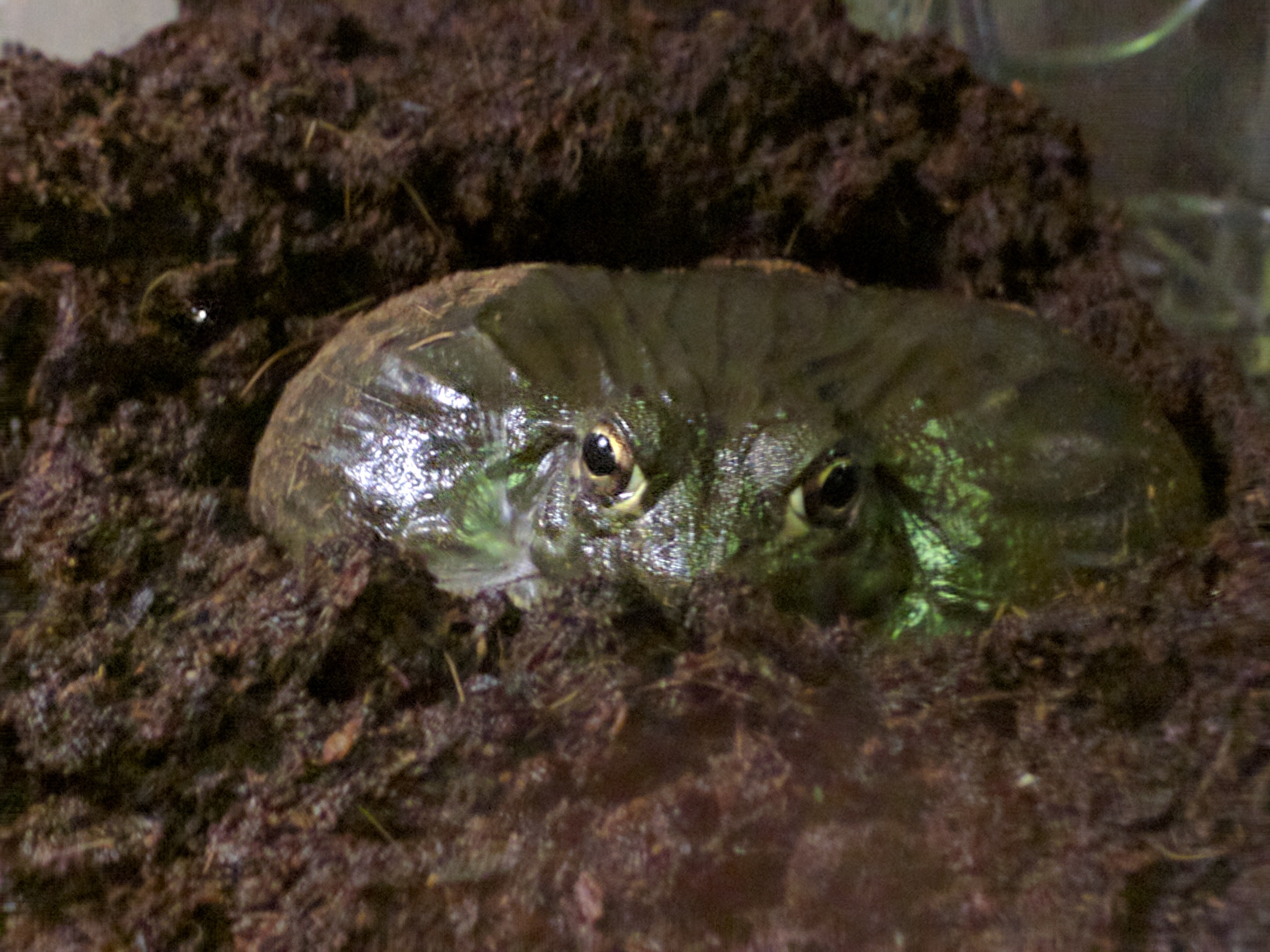

## Reprodução
O acasalamento inicia após a temporada de chuva intensa. As rãs-touro-africanas acasalam em corpos d'água temporários e rasos, como piscinas, pântanos e fossos. Os ovos são postos na borda desses corpos, porém a fertilização ocorre na superfície da água.
Os machos coaxam durante a estação chuvosa. O som por eles emitido é grave e dura cerca de um segundo. Os indivíduos do sexo masculino podem apresentar duas estratégias reprodutivas, de acordo com a idade. Machos jovens se reúnem em áreas reduzidas, cerca de 1 ou 2 m2 de água rasa. Os machos  de maior porte ocupam o centro das arenas em questão para afugentar outros machos. Eventualmente, há disputas, as quais acarretam ferimentos ou até mesmo a morte mútua. O dominante evita que outras rãs masculinas acasalem. Fêmeas se aproximam do grupo por meio do nado ao longo da superfície até alguns metros da reunião. Em seguida, assegura o acasalamento com os maiores machos.
As fêmeas põem de 3000 a 4000 ovos. Os ovos eclodem após dois dias e se alimentam principalmente de vegetais, pequenos peixes, invertebrados. Os machos conferem proteção aos girinos, os quais concluem sua metamorfose em três semanas, embora possa comer alguns deles. Se há grandes chances do corpo aquoso, em que se encontram os filhotes, secar, o pai usa suas patas para cavar um canal até um local mais seguro.

## Estimação
A rã-touro-africana é um animal de estimação exótico em diversos países e nenhuma legislação torna sua posse como ilegal. Tais anuros não costumam enfrentar dificuldades reprodutivas em cativeiro. Sua vida, longe da seleção natural, costuma perdurar por até 35 anos.